# Харпер, Джессика
Дже́ссика Ха́рпер (англ. Jessica Harper; 10 октября 1949, Чикаго, Иллинойс, США) — американская актриса, продюсер, певица и писательница.

## Ранняя жизнь
Харпер родилась в семье писательницы и художника, а также бывшего главы нью-йоркского рекламного агентства Needham Harper Worldwide. После переезда в Нью-Йорк Харпер училась в колледже Сары Лоуренс. У неё есть три брата, включая брата-близнеца Уильяма Харпера, композитора Сэма Харпера, сценариста и режиссёра Чарльза Харпера, а также две сестры Линдси Харпер и Диана Харпер.

## Карьера
Начала свою актёрскую карьеру Харпер, исполнив главную роль в фильме Брайана Де Пальмы «Призрак рая» (1974), а также сыграв в картине «Вставки» (1975). Однако наиболее известна по роли Сьюзи Бэннион, главной героини культовой картины режиссёра Дарио Ардженто «Суспирия» (1977). Харпер также сыграла роль второго плана в новой «Суспирии» режиссёра Луки Гуаданьино.
Харпер исполнила одну из ведущих ролей в фильме Вуди Аллена «Воспоминания о звёздной пыли», а также снялась в «Шоковой терапии» (1981) (продолжение мюзикла «Шоу ужасов Роки Хоррора» 1975 года, в котором Харпер заменила Сьюзен Сарандон в роли Джанет Вайсс), драме «Спасение» (1995) с Джулианной Мур и фантастическом триллере Стивена Спилберга «Особое мнение» с Томом Крузом в главной роли.
Написала одиннадцать книг для детей и записала семь альбомов детских песен. В 2004 году журнал Parenting назвал её «Родителем месяца». В 2000 году выступила в роли бэк-вокалистки для нескольких композиций эксцентричного американского музыканта Дэна Хикса.
В декабре 2010 года Харпер выпустила кулинарную книгу.

## Личная жизнь
С 11 марта 1989 года Джессика замужем за Томасом Ротманом (род.1954)), вице-президентом Sony Pictures (ранее Columbia Pictures). У супругов есть двое дочерей — Элизабет Ротман (род.1989) и Нора Ротман (род.1991). Дочери Джессики фигурируют в её детских альбомах и книгах. Харпер проживает в Лос-Анджелесе и Нью-Йорке.